# Pterotes eugenia
Pterotes eugenia är en fjärilsart som beskrevs av Otto Staudinger 1896. Pterotes eugenia ingår i släktet Pterotes och familjen tandspinnare. Inga underarter finns listade.